# Rajiv Mehra
Rajiv Mehra est un réalisateur et scénariste indien de Bollywood.

## Filmographie
- 1995 : Ram Jaane
- 1992 : Chamatkar
- 1988 : Aakhri Adaalat
- 1986 : Pyaar Ke Do Pal
- 1983 : Ek Jaan Hain Hum
- 1982 : Ashanti (en) (producteur)
- 1980 : Alibaba Aur 40 Chor (producteur)